# Polský kulturně-osvětový svaz v České republice
Polský kulturně-osvětový svaz v České republice (polsky Polski Związek Kulturalno-Oświatowy w Republice Czeskiej), známý též pod zkratkou polského názvu PZKO, je, spolu s Kongresem Poláků v České republice, hlavní organizací polské národnostní menšiny v Česku a současně největší organizací Poláků v Česku.
Cílem PZKO je zachování etnické identity Poláků v Česku. Má formu občanského sdružení fyzických osob, právní subjektivitu a působí na celém území Česka. Sídlem ústředních orgánů je Český Těšín. PZKO vzniklo v roce 1947.

## Organizace

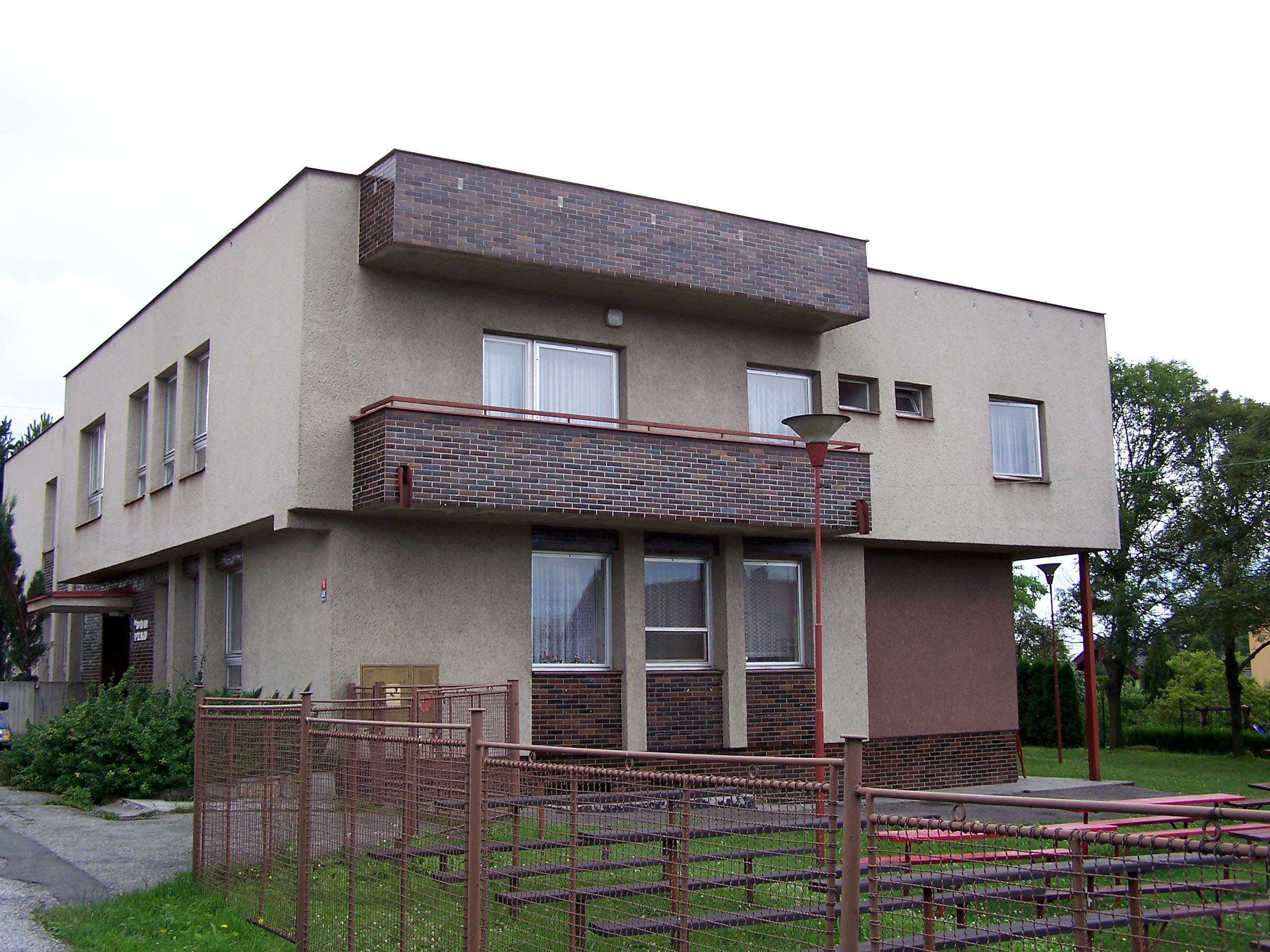
Dům PZKO v Dolních Bludovicích

Ústředními orgány PZKO je Sjezd delegátů PZKO, Hlavní výbor PZKO (jehož výkonným orgánem je Předsednictvo Hlavního výboru PZKO) a Revizní komise PZKO. Poradním a koordinačním orgánem je Konvent předsedů, tvořený předsedy všech Místních skupin PZKO a členy Hlavního výboru PZKO. Na místní úrovni působí Místní skupiny PZKO, nacházející se především ve východní části české části Těšínska (tzv. Zaolzie). Místní skupiny PZKO zhusta sídlí ve vlastních domech, známých jako „Domy PZKO“. Místní skupiny PZKO (77 skupin) mají též právní subjektivitu.

## Členství
Členem PZKO se může stát fyzická osoba starší 15 let, kterou na základě podané přihlášky přijala členská schůze Místní skupiny PZKO. Člen PZKO má právo volit orgány PZKO, být volen do orgánů PZKO a předkládat orgánům PZKO návrhy, připomínky nebo výhrady. Člen PZKO je povinen dodržovat stanovy PZKO, aktivně se účastnit činnosti PZKO, dbát o zachování mateřského jazyka a tradic předků a pravidelně platit členské příspěvky.

## Historie
Po druhé světové válce mezi Československem a Polskem znovu propukl spor o Těšínsko. Spor byl ukončen až v roce 1958, kdy se Polsko svých územních nároků vůči Československu vzdalo. Již v roce 1947 však byla na zásah Sovětského svazu podepsána mezi Československem a Polskem smlouva o přátelství a vzájemné pomoci. Součástí této dohody byl dodatkový protokol, upravující na základě principu vzájemnosti práva polské menšiny v Československu. Jedním z práv obsažených v tomto dodatkovém protokolu bylo i právo ustavit Sdružení polské mládeže a Polský kulturně-osvětový svaz, který se tak v roce 1947 i ustavil. Obnovení předválečných polských organizací nebylo úřady povolováno.

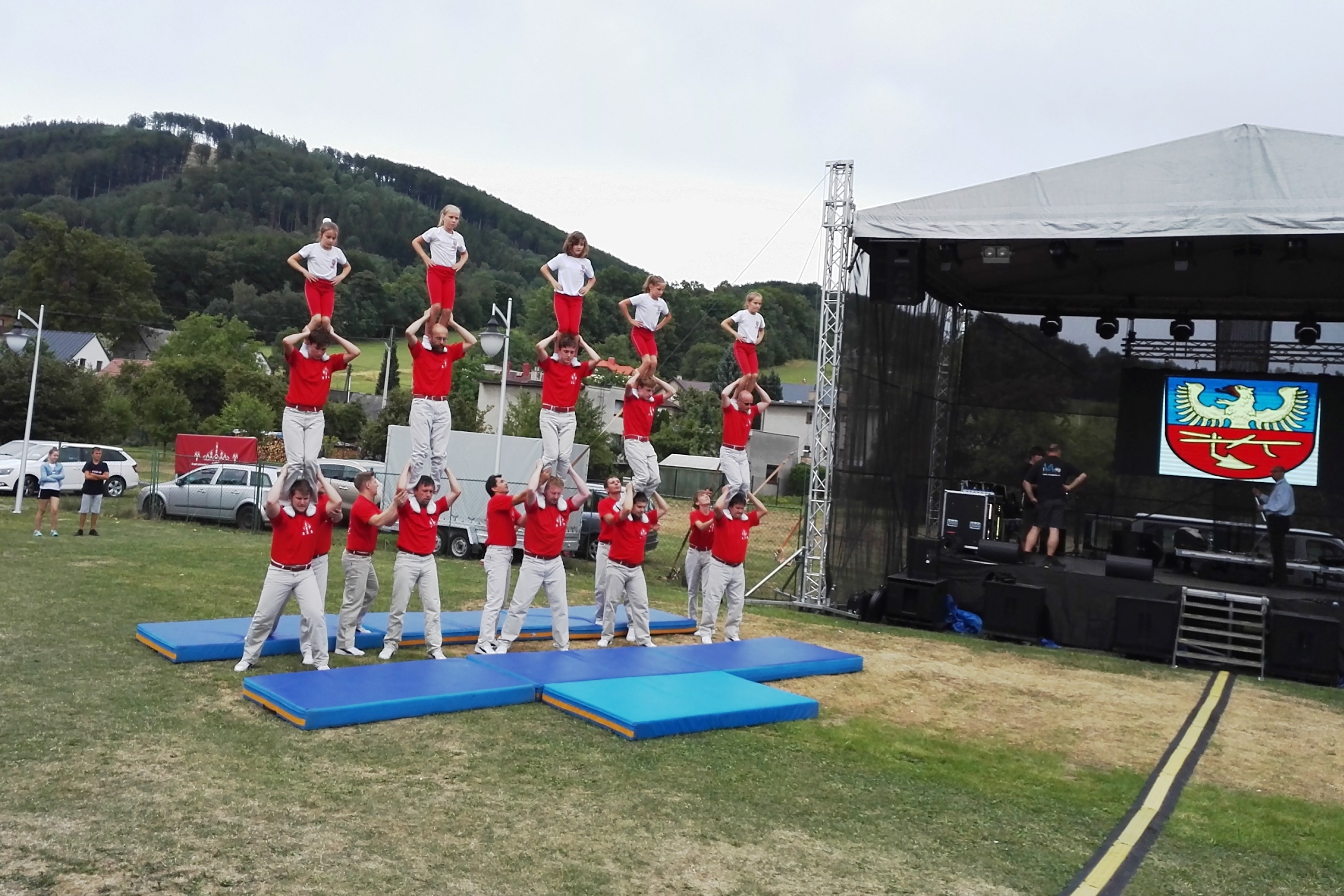
Vystoupení gymnastů MS PZKO Vendryně (2019)

V dobách socialismu byla PZKO dlouhá desetiletí jedinou organizací sdružující Poláky v Československu a život polské menšiny se odvíjel v rámci této organizace, dotované státem, ale umožňující pouze kulturní a zájmovou uměleckou činnost.
Politické oživení v 60. letech 20. století se dotklo i PZKO. Polská menšina v Československu usilovala o přetvoření PZKO v orgán své politické reprezentace. Po potlačení pražského jara v důsledku invaze vojsk pěti států do Československa však nastoupila normalizace a PZKO začalo sloužit opět výlučně pro kulturní a zájmovou činnost polské menšiny.
Po roce 1989 převzal zastupování polské menšiny Kongres Poláků v České republice vzniklý v roce 1990. PZKO se i nadále orientuje především na kulturní a osvětovou činnost.